# جون فاريل
جون فاريل (بالإنجليزية: John Farrell)‏ هو لاعب كرة قاعدة أمريكي، ولد في 4 أغسطس 1962 في مونموث بيتش في الولايات المتحدة.

## وصلات خارجية
- جون فاريل على موقع دوري كرة القاعدة الرئيسي (الإنجليزية)
- جون فاريل على موقعبيزبول رفرنس.كوم (الدوري الرئيسي) (الإنجليزية)
- جون فاريل على موقعبيزبول رفرنس.كوم (الدوري الثانوي) (الإنجليزية)
- جون فاريل على موقع إي إس بي إن.كوم (أم.أل.بي) (الإنجليزية)
- جون فاريل على موقع مشجعي الرسوم البيانية (الإنجليزية)